# Manganuiohou (rivière)
La rivière Manganuiohou  (en anglais : Manganuiohou River) est un cours d’eau du nord-est de l’Île du Nord de la Nouvelle-Zélande.

## Géographie
Elle s’écoule vers le sud à partir de sa source située dans le Parc national de Te Urewera immédiatement au nord-ouest du lac Waikaremoana, et se joint avec la rivière Waiau au sud-ouest des limites du parc .